# اپیوآنوان اکپو
اپیوآنوان اکپو (انگلیسی: Efioanwan Ekpo؛ زادهٔ ۲۵ ژانویهٔ ۱۹۸۴) بازیکن فوتبال اهل نیجریه است.